# Salvatore Amitrano
Salvatore Amitrano (* 3. Dezember 1975 in Castellammare di Stabia) ist ein ehemaliger italienischer Leichtgewichts-Ruderer.

## Sportliche Karriere
Amitrano gewann bei den Junioren-Weltmeisterschaften 1993 die Bronzemedaille im Vierer ohne Steuermann, 1994 erhielt er im Leichtgewichts-Vierer die Bronzemedaille bei den inoffiziellen U23-Weltmeisterschaften. Im gleichen Jahr trat er mit dem italienischen Leichtgewichts-Achter bei den Weltmeisterschaften in der Erwachsenenklasse an und gewann hier ebenfalls eine Bronzemedaille. Auch bei den Weltmeisterschaften 1995 gewann er Bronze mit dem Leichtgewichts-Achter. Nach einem sechsten Platz 1996 und einem vierten Platz 1997 trat er bei den Weltmeisterschaften 1998 im Leichtgewichts-Vierer ohne Steuermann an und belegte in dieser Olympischen Bootsklasse den siebten Platz. Bei den Weltmeisterschaften 1999, bei den Olympischen Spielen 2000 in Sydney und bei den Weltmeisterschaften 2001 verpasste er jeweils mit dem vierten Platz die Medaillenränge. 
Erst bei den Weltmeisterschaften 2002 gewann er mit dem Vierer in der Besetzung Lorenzo Bertini, Catello Amarante, Salvatore Amitrano und Bruno Mascarenhas, die Silbermedaille hinter den Dänen, für Amitrano war es die erste Medaille nach sieben Jahren Unterbrechung. Im Jahr darauf siegten bei den Weltmeisterschaften 2003 die Dänen vor den Niederländern, die vier Italiener ruderten als Dritte ins Ziel. Ebenfalls Bronze gewannen der italienische Vierer bei den Olympischen Spielen 2004 in Athen, diesmal hinter den Dänen und den Australiern. 
2005 wechselten Amarante und Amitrano in den Leichtgewichts-Zweier ohne Steuermann. Auch in dieser Bootsklasse gewannen bei den Weltmeisterschaften 2005 Dänen den Titel, hinter dem chilenischen Zweier erkämpften die Italiener Bronze. Nach einer Pause 2006 traten Amarante und Amitrano 2007 wieder im Vierer an und gewannen bei den Weltmeisterschaften 2007 Bronze zusammen mit Jiri Vlcek und Bruno Mascarenhas. Die britischen Weltmeister und die französischen Vizeweltmeister traten bei den Europameisterschaften 2007 nicht an, der italienische Vierer gewann den Titel vor den Serben. Nach einem siebten Platz bei den Olympischen Spielen 2008 gewann Amitrano mit dem italienischen Vierer den Titel bei den Europameisterschaften 2008 zusammen mit Fabrizio Gabriele, Andrea Caianiello und Armando Dell’Aquila. Danach beendete Amitrano seine Karriere.